# Andrei Alexejewitsch Semjonow

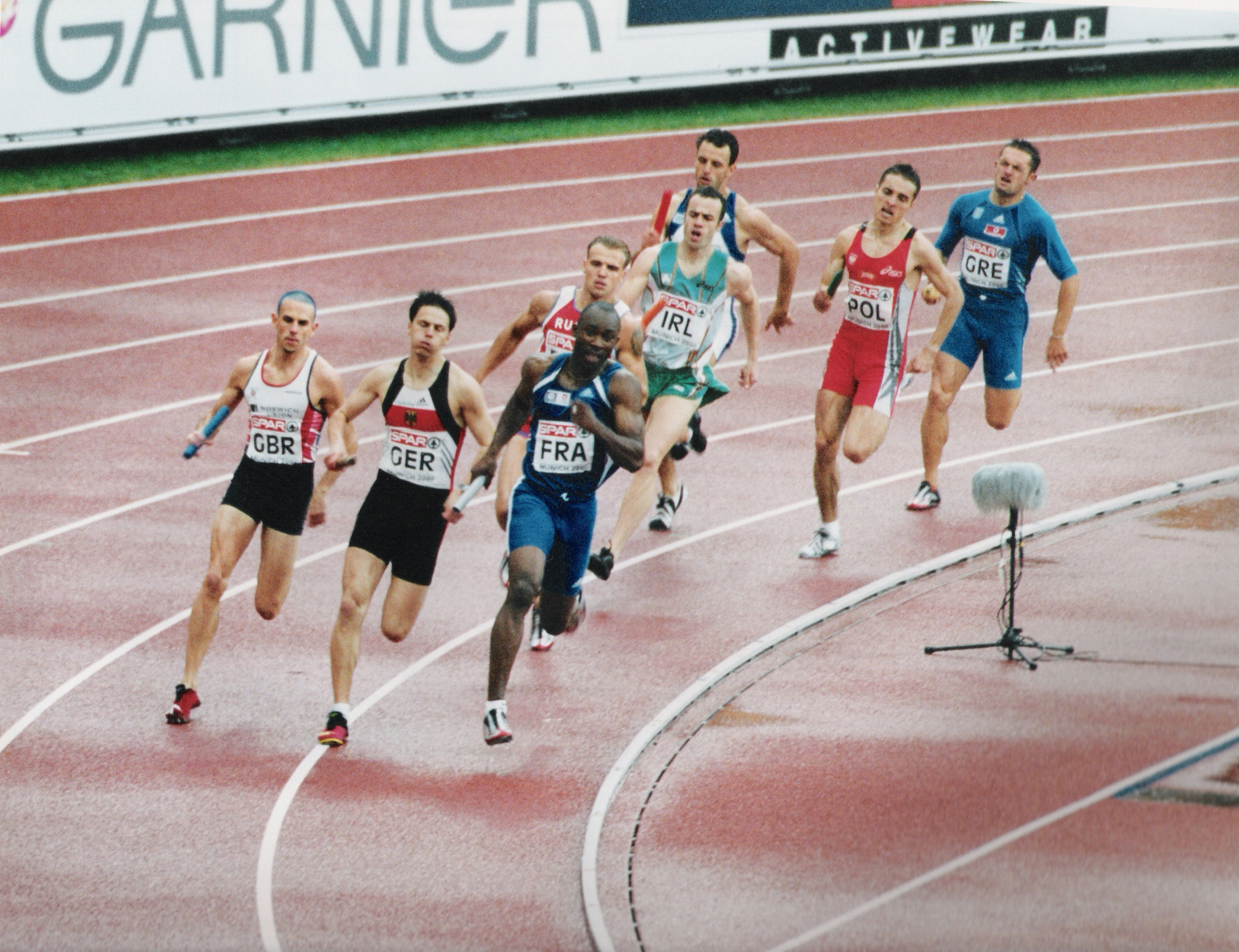
4-mal-400-Meter-Finale bei den Europameisterschaften 2002 in München; Andrei Semjonow zweite Reihe

Andrei Alexejewitsch Semjonow (russisch Андрей Алексеевич Семёнов, engl. Transkription Andrey Semyonov; * 16. August 1977 in Leningrad) ist ein ehemaliger russischer Sprinter, der sich auf den 400-Meter-Lauf spezialisiert hatte.

## Leben
Bei den Weltmeisterschaften 1999 in Sevilla wurde er mit dem russischen Team Silber Fünfter in der 4-mal-400-Meter-Staffel, und bei den Hallenweltmeisterschaften 2001 in Lissabon gewann er mit ihm Silber.
2002 erreichte er bei den Europameisterschaften in München über 400 Meter das Halbfinale und errang mit der russischen 4-mal-400-Meter-Stafette die Silbermedaille.
2000 wurde er nationaler Meister in der Halle und 2002 im Freien.

## Persönliche Bestzeiten
- 400 m: 45,85 s, 24. Juli 2000, Tula
  - Halle: 46,41 s, 27. Januar 2001, Moskau